# Фехнер, Андрей Иванович
Андрей Иванович Фе́хнер (нем. Andreas Wilhelm Fechner; 1825—1887) — лютеранский пастор, духовный заседатель Московской консистории, писатель и педагог. Известен как автор «Хроники евангелических общин в Москве», посвященной лютеранским общинам Москвы, основанной на широком историческом материале.

## Биография
Андреас Фехнер родился 16 (28) августа 1825 года в Санкт-Петербурге.
Окончив в 1849 году курс богословского факультета в Дерптском университете со степенью действительного студента и пробыв два года домашним учителем в родном городе, Фехнер в 1851 году был назначен пастором лютеранского прихода в Царском Селе, а через год переведён на такую же должность в Павловск, где также преподавал Закон Божий в Александровском малолетнем кадетском корпусе, а по упразднении этого заведения (1860), в Санкт-Петербургской третьей и Введенской гимназиях.
В 1865 году был назначен заседателем евангелическо-лютеранской консистории в Санкт-Петербурге, но уже два года спустя он переселился в Москву, избранный старшим пастором лютеранской церкви Святого Михаила (13 марта 1867 года).
Ввиду предстоявшего в 1876 году юбилея трехсотлетнего существования в Москве лютеранской общины, в среде прихожан возникла мысль составить к этому дню исторический очерк общины; работа была поручена Фехнеру, который с энергией взялся за ее исполнение: он познакомился с московскими историками (С. М. Соловьевым, М. П. Погодиным, И. С. Тихомировым и др.), перечитал массу книг, выхлопотал себе доступ в архивы и, сравнительно в короткое время, издал свой труд «Chronik der evangelischen Gemeinden in Moskau» (1876, 2 тома), который тотчас же по выходе обратил на себя внимание и русских, и иностранных ученых, как строго-научное исследование, основанное на тщательно собранных и критически проверенных материалах. «Изданная пастором Фехнером летопись евангелических приходов в Москве заключает в себе чрезвычайно богатый материал не только для истории протестантов, но и для истории иностранцев в России вообще» (отзыв профессора Брюкнера в V томе «Сборника государственных знаний»); «она представляет ценный вклад в литературу по церковной истории вообще, и отчасти по истории русского просвещения» (профессор Н. А. Попов в «Православном обозрении»).
Кроме этого капитального сочинения Фехнер написал ещё несколько статей и брошюр, например «Die Leiden des Pastors Seidler» (М. 1881).
С 1867 года он состоял до конца жизни заседателем Московской евангелическо-лютеранской консистории.
Умер в Москве 4 (16) марта 1887 года. Похоронен на Введенском кладбище (4 уч.).